# Europas Grand Prix 2007
Europas Grand Prix 2007 var det tionde av 17 lopp ingående i formel 1-VM 2007. Loppet kördes i Tyskland och ersatte Tysklands Grand Prix.

## Rapport
Lewis Hamilton fick under kvalificeringens tredje del problem med höger framhjul på sin McLaren-Mercedes och kraschade i hög fart in i en däckbarriär. Kvalificeringen stoppades och Hamilton fördes i ambulans till sjukhus för undersökning. Efter att skyddsbarriären reparerats fullföljdes kvalificeringen till loppet. Kimi Räikkönen i Ferrari tog pole position, följd av Fernando Alonso i McLaren-Mercedes, Felipe Massa i Ferrari, Nick Heidfeld i BMW och Robert Kubica i BMW. Hamiltons skador var lindriga, varför han återkom till söndagens lopp och fick då starta från den tionde rutan. Debutanten Markus Winkelhock hade den sämsta kvaltiden och fick starta sist, vilket han gjorde från depån.
Massa tog andraplatsen och Hamilton tog sig upp på fjärde plats men fick punktering och fick uppsöka depån för däckbyte. Strax därefter började det regna kraftigt. Många förare valde att gå i depå för att byta till regndäck redan på andra varvet. Räikkönen och några till missade infarten och fick köra ytterligare ett varv med torrdäck i vätan. Regnet tilltog till den grad att många förare fick vattenplaning och åkte av banan. Säkerhetsbilen kom ut, men förhållandena blev så dåliga att loppet rödflaggades. 
Vid omstarten bakom säkerhetsbilen ledde debutanten Winkelhock loppet! Räikkönen återfanns på sjunde plats. Hamilton fick köra om säkerhetsbilen för att starta sist. Hamilton chansade då och gick in i depå och bytte till torrdäck, vilket visade sig vara för tidigt då han vid ett tillfälle åkte av banan. Massa och Alonso körde om Winkelhock och tog täten medan Räikkönen jagade ikapp ledarna. Massa, som satte snabbaste varv, drog ifrån Alonso. Räikkönen halkade efter och fick sedan fick bryta loppet. När sju varv återstod återkom regnet och Massa och Alonso med flera gick i depå för att byta till regndäck. Sedan gjorde Alonso en mästerlig körning och gick ikapp och förbi Massa. Mark Webber i Red Bull-Renault tog tredjeplatsen. Hamilton slutade nia och blev för första gången utan F1-poäng. 
Resultatet innebar att Alonso närmade sig Hamilton i VM-sammandraget. Hamilton hade sedan tidigare 70, Alonso fick 68 och Massa nu 59 poäng.

## Resultat
1. Fernando Alonso, McLaren-Mercedes, 10 poäng
2. Felipe Massa, Ferrari, 8
3. Mark Webber, Red Bull-Renault, 6
4. Alexander Wurz, Williams-Toyota, 5
5. David Coulthard, Red Bull-Renault, 4
6. Nick Heidfeld, BMW, 3
7. Robert Kubica, BMW, 2
8. Heikki Kovalainen, Renault, 1
9. Lewis Hamilton, McLaren-Mercedes
10. Giancarlo Fisichella, Renault
11. Rubens Barrichello, Honda
12. Anthony Davidson, Super Aguri-Honda
13. Jarno Trulli, Toyota

### Förare som bröt loppet
- Kimi Räikkönen, Ferrari (varv 34, hydraulik)
- Takuma Sato, Super Aguri-Honda (19, hydraulik)
- Ralf Schumacher, Toyota (18, olycka)
- Markus Winkelhock, Spyker-Ferrari (13, hydraulik)
- Jenson Button, Honda (2, snurrade av)
- Adrian Sutil, Spyker-Ferrari (2, snurrade av)
- Nico Rosberg, Williams-Toyota (2, snurrade av)
- Scott Speed, Toro Rosso-Ferrari (2, snurrade av)
- Vitantonio Liuzzi, Toro Rosso-Ferrari (2, snurrade av)